# Banque du Cap-Vert
La Banque du Cap-Vert (en portugais : Banco de Cabo Verde) est la banque centrale du Cap-Vert. Son siège social est situé sur l'Avenida Amílcar Cabral, dans la capitale nationale de Praia, sur l'île de Santiago. Son gouverneur actuel est João António Pinto Coelho Serra, en poste depuis décembre 2014.

## Histoire
Le gouvernement a créé la Banque du Cap-Vert en 1975, en tant que banque combinant les fonctions de banque commerciale et de banque centrale. Le gouvernement a créé la banque en nationalisant les opérations de la banque coloniale et d'outre-mer portugaise, Banco Nacional Ultramarino, qui avait établi sa première succursale au Cap-Vert en 1865. En 1993, le gouvernement a séparé les fonctions de banque commerciale en créant la nouvelle Banco Comercial do Atlântico.

## Gouverneurs
| Rang | Nom                         | Mandat      |
| ---- | --------------------------- | ----------- |
| 1er  | Corentino Santos            | 1975-1984   |
| 2e   | Amaro da Luz                | 1984-1991   |
| 3e   | Oswaldo Sequeira            | 1991-1999   |
| 4e   | Olavo Correia               | 1999-2004   |
| 5e   | Carlos Burgo                | 2004-2014   |
| 6e   | João Serra                  | 2014-2020   |
| 7e   | Óscar Humberto Évora Santos | Depuis 2021 |